# Humble Lions FC
Humble Lions Football Club is een Jamaicaanse voetbalclub. Ze spelen in de Jamaican National Premier League. De club werd opgericht in 1974.
Arnett Gardens · 
Boys' Town · 
Harbour View · 
Humble Lions · 
Jamalco · 
Maverley Hughenden · 
Montego Bay United · 
Portmore United · 
Reno · 
Tivoli Gardens · 
UWI Pelicans · 
Waterhouse